# Spvgg 05 Frankfurt-Oberrad
Die Spielvereinigung 05 Frankfurt-Oberrad, kurz Spvgg 05 Oberrad, ist ein Sportverein aus dem südöstlichen Frankfurter Stadtteil Oberrad. Neben der Fußballabteilung unterhält die Spielvereinigung auch eine Tennisabteilung.

## Geschichte
Im Jahr 1905 entstand durch den Zusammenschluss von „Viktoria Oberrad“, „Kickers Oberrad“ und „Sportclub Hellas“ der „Sportverein 05 Oberrad“. Seinen heutigen Namen erhielt der Verein 1933 durch die Fusion mit dem „Ballspielclub Oberrad“, die auf einer Gründungsversammlung im Gasthaus „Zum Wilden Mann“ beschlossen und begossen wurde. Im Verein stand stets der Fußball im Vordergrund. Versuche, auch die Sportarten Hockey und Handball zu etablieren, wurden schon bald wieder eingestellt. Ende der 1930er Jahre gelang der Mannschaft der Aufstieg in die Bezirksklasse, der damals zweithöchsten Spielstufe unterhalb der Gauligen. 1943, nach der durch Bombenangriffe nahezu vollständigen Zerstörung Oberrads, kam der Sportbetrieb praktisch zum Erliegen.
Nach dem Zweiten Weltkrieg wurden die Sportvereine zunächst aufgelöst und die Neugründung unter altem Namen verboten. Anstelle dessen sollten in den Frankfurter Stadtteilen jeweils eine „Sportgemeinschaft“ sämtliche ehemaligen Vereine aller Sportarten unter einem Dach vereinen. So entstand im Sommer 1945 die „Sportgemeinschaft Oberrad“. Bereits im Jahr 1946 konnte man aber wieder zum alten Namen zurückkehren. Die Spvgg nahm den Spielbetrieb mit zwei Senioren- und einer Schülermannschaft wieder auf. 
Der Aufbau mit Schwerpunkt auf die Jugendarbeit wurde bei der Spvgg Oberrad in der Nachkriegszeit nachhaltig fortgesetzt. 1971 wurde eine Frauenmannschaft gebildet und im Oktober 1976 eine Tennisabteilung ins Leben gerufen. Der Höhepunkt dieser Entwicklung wurde Mitte der 1970er Jahre erreicht, als bei der Spvgg vier Senioren- und 19 Jugendmannschaften aktiv waren. Die erste Mannschaft spielte in der Landesliga und die erste A-Jugend in der höchsten Spielklasse, der Landesleistungsklasse. Dieser „Höhenflug“ dauerte bis in die 1990er Jahre hinein an. Wie viele andere Amateurvereine auch hatte die Spvgg mit sinkendem Zuschauerinteresse und konkurrierenden Sportarten zu kämpfen. Die erste Mannschaft stieg aus der Landesliga ab und auch die Jugendmannschaften mussten die höheren Spielklassen verlassen.
Diese sportliche Talsohle liegt mittlerweile hinter der Spielvereinigung. Die erste Mannschaft ist 2004 in die Landesliga Hessen (heute Verbandsliga Hessen) zurückgekehrt und spielte ab der Saison 2014/15 in der Fußball-Hessenliga. Nach zwei Jahren stieg der Verein jedoch wieder in die Verbandsliga Hessen-Süd ab und wurde schließlich bis in die Gruppenliga Frankfurt durchgereicht. In der Saison 2018/19 wurde unter Ex-Profi Baldo Di Gregorio als Trainer der Aufstieg in die Verbandsliga Hessen-Süd verpasst, zur Saison 2019/20 übernahm Gültekin Cagritekin (Türkgücü Friedberg) das Traineramt in Oberrad.

## Weitere Mannschaften
Die zweite Mannschaft ist in der Saison 2013/14 in die Kreisliga A Frankfurt abgestiegen. Insgesamt unterhält der Verein in dieser Saison 23 Mannschaften aller Altersstufen.
1971 wurde eine Frauenmannschaft gebildet und drei Jahre später entstand die erste Schülerinnenmannschaft. Damit stellt die SpVgg 05 Oberrad die älteste noch aktive Frauenfußballmannschaft Frankfurts. Die Fußballerinnen bildeten zwischen 1999 und 2010 eine Spielgemeinschaft mit der SG Riederwald. 2013 wurde das Frauenteam wieder reaktiviert, die Spielerinnen sind bereits nach der ersten Saison in die Frauen-Kreisoberliga Frankfurt aufgestiegen. Unter dem Trainer-Duo André Carlos Winter und Christian Zimmermann konnte zur Saison 2018/19 der Wiederaufstieg in die Gruppenliga erreicht werden. Außerdem sind die Oberräder Frauen mit vier gewonnenen Titeln Rekordpokalsieger im Kreis Frankfurt am Main.
Die Fußball-Jugendabteilung des Vereins ist mit 18 Teams und ca. 350 aktiven Mitgliedern die größte im Rhein-Main-Gebiet. Die älteren Jahrgänge spielen in den höheren Klassen des hessischen Fußballverbands.

## Spielstätte

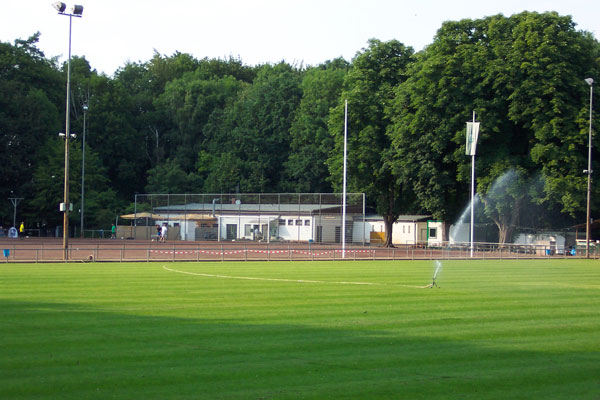
Beckerwiese, Sportanlage der Spvgg Oberrad im Frankfurter Stadtwald

Die Anlage der Spvgg liegt zum einen südlich des Ortes im Frankfurter Stadtwald, wo sich zwei Fußballplätze, ein Naturrasenplatz (die sogenannte „Beckerwiese“) und ein Kunstrasenplatz sowie die Vereinsgaststätte befinden. Die Frauen- und Mädchenteams spielen an der Frankfurter Gerbermühle. Dort hat auch die Tennisabteilung ihre Plätze.

## Ehemalige Spieler
- Wilfried Straub
- Roland Vrabec (1986 bis 1992) von 2013 bis 2014 Cheftrainer beim FC St. Pauli[2]
- Michael Thurk (1995 bis 1997) spielte unter anderen beim 1. FSV Mainz 05, Eintracht Frankfurt und dem FC Augsburg
- Tim Kister (bis 2007) spielt seit 2013 beim SV Sandhausen